# Apologetyka (piśmiennictwo)
Apologetyka – dział piśmiennictwa poświęcony obronie wiary danego wyznania. Znana jest najbardziej  chrześcijańska literatura apologetyczna, która rozwijała się w II-V w. Istniała jednak także apologetyka żydowska, dowodząca, że Jezus Chrystus nie był wypełnieniem proroctw  mesjańskich Biblii hebrajskiej. 

## Chrześcijaństwo
Apologetyka chrześcijańska broniła wiarę przed atakami ze strony judaizmu, oraz pogan oraz przed  herezjami. Jako środkiem wyrazu posługiwała się dialogiem lub apologią. 
Apologetyka dzieli się na 3 etapy: 
- walkę o przetrwanie chrześcijaństwa w czasie prześladowań, np. Justyn Męczennik i jego dwie Apologie[2].
- wykład i upowszechnianie zasad wiary chrześcijańskiej
- polemiki z filozofią grecką i rzymską oraz kultami pogańskimi w celu uzyskania nowych wyznawców

Na wszystkich etapach swojego rozwoju apologetyka wykazywała prawdziwość wszelkich obecnych wówczas doktryn chrześcijańskich.